# Asterochiton pittospori
Asterochiton pittospori là một loài côn trùng cánh nửa trong họ Aleyrodidae, phân họ Aleyrodinae.
Asterochiton pittospori được Dumbleton miêu tả khoa học đầu tiên năm 1957.